# Denis Weidmann

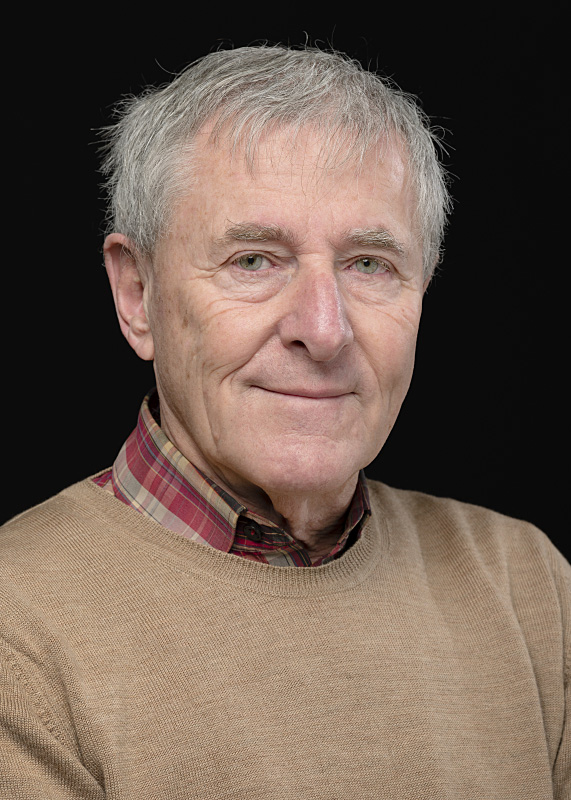
Denis Weidmann

Denis Weidmann (* 5. Oktober 1945 in Lausanne) ist ein Schweizer Archäologe. Von 1971 bis 2009 war er Kantonsarchäologe des Kantons Waadt.

## Leben
Denis Weidmann absolvierte an der Universität Lausanne ein Studium in Naturwissenschaften und Archäologie, das er 1969 mit dem Lizentiat abschloss. Während seiner Studienzeit arbeitete er bei der Untersuchung des prähistorischen Fundplatzes Petit-Chasseur in Sitten mit; und ab 1966 beaufsichtigte er Ausgrabungen in der kurz zuvor vom französischen Altertumswissenschaftler Antoine Guillaumont (1915–2000) entdeckten frühchristlichen Eremitensiedlung Kellia in Ägypten. Bis 1982 war er an diesem für die Anfänge des christlichen Mönchtums bedeutenden Ort tätig.
1971 stellte der Waadtländer Kantonsbaumeister Jean-Pierre Dresco (* 1936) aufgrund einer Reorganisation des Baudepartements Denis Weidmann als Kantonsarchäologen an; zunächst arbeitete er als freiberuflicher Forscher mit einem Mandat für den Kanton und seit 1973 als kantonaler Angestellter. In dieser Zeit machte die Bodenforschung auch im Kanton Waadt wegen der grossen Baustellen der Autobahnen A1, A9 und A12 und des starken Wachstums der Siedlungen eine rasche Entwicklung durch. Unter Denis Weidmann begann die Kantonsarchäologie die Bautätigkeit systematisch zu überwachen, ein modernes Fundstellenverzeichnis zu führen und wo nötig mit Rettungsgrabungen archäologische Fundplätze zu untersuchen. Dabei kamen bedeutende archäologische Objekte zum Vorschein so wie das vorher nicht mehr bekannte römische Amphitheater von Nyon und das römische Theater von Lausanne.
Als im Jahr 1976 wegen grosser Trockenheit im Sommer das Getreide auf einer Landwirtschaftsfläche bei Orbe unterschiedlich reifte, war in Luftbildern der Grundriss der seit langem bekannten grossen römischen Villa von Boscéaz deutlich zu sehen. Seither nutzten Denis Weidmann und sein Mitarbeiter François Francillon die Luftbildprospektion systematisch, womit sie zahlreiche Bodendenkmäler im Kanton Waadt entdeckten. Im Bereich des jetzt gut bekannten römischen Landgutes bei Orbe liess Weidmann seit 1986 durch das Institut für Archäologie und alte Geschichte der Universität Lausanne regelmässig Forschungsgrabungen ausführen.
2006 liess Denis Weidmann wegen der geplanten Erweiterung des Kalksteinbruchs von Holcim am Berg Mormont bei La Sarraz die vorgeschichtliche Fundstelle auf der Anhöhe von Fachleuten absuchen und erkannte die aussergewöhnliche wissenschaftlicher Bedeutung der Stelle. Auf dem Berg befand sich zwischen 120 und 80 v. Chr. eine eisenzeitliche Kultstätte der Helvetier, die nach Form, Grösse und Reichhaltigkeit in Europa einmalig ist.
Von 1983 bis 1988 war Denis Weidmann Präsident der Société suisse de préhistoire et d’archéologie (heute Archäologie Schweiz). Er ist Mitglied im Vorstand der Stiftung Association Pro Aventico, die sich für Forschung und Vermittlung zur römischen Stadt Aventicum in Avenches einsetzt. Während der Amtszeit von Denis Weidmann als Kantonsarchäologe wurden im Kanton Waadt ausserdem das Römische Museum von Nyon und das Römische Museum Lausanne-Vidy eröffnet.
Ab 1993 hatte er zusammen mit Gilbert Kaenel und Daniel Paunier die Schriftleitung der Cahiers d’archéologie romande, der Zeitschrift des Kantonsmuseums für Archäologie und Geschichte, inne.
Nach Denis Weidmanns Pensionierung 2009 wurde Nicole Pousaz seine Nachfolgerin in der Funktion der Kantonsarchäologin.

## Schriften
- mit Patrick Auderset: Yverdon-les-Bains. In: Historisches Lexikon der Schweiz.
- mit Sébastien Favre: Kellia Topographie. (Recherches suisses d’archéologie copte, Band 2), Genf 1972.
- mit Christiane Kramer und Marc-Rodolphe Sauter:  La nécropole néolithique de Corseaux-sur-Vevey. In: Archäologie der Schweiz, 1, 1978, S. 51–54.
- L’etablissement romain d’Orbe/Bosceaz. In: Archäologie der Schweiz, 1, 1978, S. 84–86. (Digitalisat)
- La ville romaine de Nyon. In: Archäologie der Schweiz, 1, 1978, S. 76.
- mit François Francillon: Photographie aérienne et archéologie vaudoise. In: Archäologie der Schweiz. 6, 1983, S. 13.
- mit Walter Drack (u. a.): Römische Wandmalerei. Ausstellungskatalog. Raggi. Feldmeilen 1986.
- mit Klaus Grewe (u. a.): Canal d’Entreroches. Cahiers d’archeologie romande, 33. Lausanne 1987.
- Archéologie et aménagement du territoire. Le cas vaudois. In: La conservation des monuments historiques et l’aménagement du territoire. Commission fédérale des monuments historiques. Band 3. Bern 1994, S. 27–32.
- mit Catherine May Castella: Autoroutes vaudoises et prospection. Développement historique et méthodologique. In: Archäologie der Schweiz, 17, 1994, S. 18–24.
- Fouilles récentes de nécropoles dans l’arc lémanique vaudois. Évolution des modes d’inhumation. In: H. Gaillard de Semainville: Les Burgondes. Apports de l’archéologie. Dijon 1995, S. 185–203.
- Cinquante ans de fouilles urbaines. In: Dossiers d’Archéologie, 232, 1998, S. 6–9.
- Les autoroutes de l’archéologie: Des petits sondages aux grands travaux. In: Archéologie suisse, 21, 1998, S. 80–84.
- Découverte d’un théâtre gallo-romain à Vidy. In: Mémoire vive. Association du Vieux-Lausanne, 9, 2000.
- mit Claus Wolf: Siedlungen, Grabhügel und Menhire am See. In: Archäologie in Deutschland, 2, 2001, S. 54–57.
- mit Robert Flatt (u. a.): Analyse des altérations et déformations de mosaïques à Orbe-Boscéaz (Canton de Vaud, Suisse). In: Mosaics make a site: the conservation in situ of mosaics on archaeological sites. Proceedings of the VIth conference of the International Committee for the Conservation of Mosaics, Nicosia, Cyprus, 1996. Rom 2003, S. 169–184.
- mit V. Fischbacher (u. a.): Traitement in situ des mosaïques à Orbe-Boscéaz (VD, Suisse). In: P. Blanc, M.-L. Courboulès (Hrsg.): Les mosaïques. Conserver pour présenter? Mosaics. Conserve to display? Actes de la VIIe conférence du Comité International pour la conservation des mosaïques antiques (Arles - St-Romain-en-Gal, 22–28 novembre 1999). Arles 2003, S. 155–161.
- mit Gervaise Pignat (u. a.): Vu du ciel. Archéologie et photographie aérienne dans le canton de Vaud. Ausstellungskatalog Kantonsmuseum für Archäologie und Geschichte Lausanne. Lausanne 2007.
- Un ouvrage oublié, le canal d’Entreroches. In. Tracés. Bulletin technique de la Suisse romande, 135, 2009, S. 6–8.
- L’archéologie dans la plaine du Rhône. In: Rhône. Dynamique, histoire et société. Vallesia. Archives de l’État du Valais, 2009, S. 133–138.
- Archéologie cantonale. In: Laurent Flutsch (u. a., Hrsg.): Archéologie en terre vaudoise. Lausanne 2009, S. 11–19.
- Un Cercle pour soutenir l’archéologie vaudoise. In: Bulletin Archéologie Suisse, 35, 2012, S. 44–45.
- mit Françoise Bonnet (u. a.): Kellia. Kôm Qouçoûr ʻÎsâ. 1. Fouilles de 1965 à 1978. Löwen 2013.
- Missions externes. L’archéologie cantonale. In: Bruno Marchand (Hrsg.): Architecture et patrimoine. Jean-Pierre Dresco, architecte cantonal vaudoise de 1972 à 1998. Presses polytechniques et universitaires romandes. Lausanne 2015.
- mit Anne-Marie Guimier (u. a.): Mosaïques d’Alexandrie. Pavements d’Égypte grecque et romaine. Alexandria 2019.
- mit Ariane Winiger (u. a.): Les stations lacustres de Clendy à Yverdon-les-Bains (Vaud, Suisse). Contexte environnemental, datations, stratigraphie et structures architecturales. Lausanne 2019.
- mit Marie Besse (u. a.): Gilbert Kaenel (17 septembre 1949–20 février 2020). In: Revue Archéologique de l’Est, 69, 2020, S. 7–18.